# David Forde
David Forde (Galway, 20 dicembre 1979) è un ex calciatore irlandese, di ruolo portiere.

## Carriera
Con la maglia del Derry City ha giocato in massima serie irlandese e nelle coppe europee.

## Statistiche

### Presenze e reti nei club
Statistiche aggiornate al 18 agosto 2015.
| Stagione        | Squadra         | Campionato      | Campionato | Campionato | Coppe nazionali | Coppe nazionali | Coppe nazionali | Coppe continentali | Coppe continentali | Coppe continentali | Altre coppe | Altre coppe | Altre coppe | Totale | Totale |
| Stagione        | Squadra         | Comp            | Pres       | Reti       | Comp            | Pres            | Reti            | Comp               | Pres               | Reti               | Comp        | Pres        | Reti        | Pres   | Reti   |
| --------------- | --------------- | --------------- | ---------- | ---------- | --------------- | --------------- | --------------- | ------------------ | ------------------ | ------------------ | ----------- | ----------- | ----------- | ------ | ------ |
| 2008-2009       | Millwall        | FL1             | 46+3       | -53 + -4   | FACup+CdL       | 5+1             | -6 + -1         | -                  | -                  | -                  | -           | -           | -           | 55     | -64    |
| 2009-2010       | Millwall        | FL1             | 46+3       | -44 + -0   | FACup+CdL       | 5+2             | -4 + -3         | -                  | -                  | -                  | -           | -           | -           | 56     | -51    |
| 2010-2011       | Millwall        | FLC             | 46         | -48        | FACup+CdL       | 1+3             | -4 + -4         | -                  | -                  | -                  | -           | -           | -           | 50     | -56    |
| 2011-2012       | Millwall        | FLC             | 27         | -40        | FACup+CdL       | 3+0             | -3              | -                  | -                  | -                  | -           | -           | -           | 30     | -43    |
| 2012-2013       | Millwall        | FLC             | 40         | -49        | FACup+CdL       | 6+0             | -3              | -                  | -                  | -                  | -           | -           | -           | 46     | -52    |
| 2013-2014       | Millwall        | FLC             | 40         | -61        | FACup+CdL       | 1+0             | -4              | -                  | -                  | -                  | -           | -           | -           | 41     | -65    |
| 2014-2015       | Millwall        | FLC             | 46         | -76        | FACup+CdL       | 2+2             | -7 + -2         | -                  | -                  | -                  | -           | -           | -           | 50     | -85    |
| 2015-2016       | Millwall        | FL1             | 3          | -8         | FACup+CdL       | 0               | 0               | -                  | -                  | -                  | -           | -           | -           | 3      | -8     |
| Totale carriera | Totale carriera | Totale carriera | 294+6      | -379 + -4  |                 | 31              | -41             |                    | -                  | -                  |             | -           | -           | 331    | -424   |

### Cronologia presenze e reti in Nazionale
| Cronologia completa delle presenze e delle reti in nazionale ― Irlanda | Cronologia completa delle presenze e delle reti in nazionale ― Irlanda | Cronologia completa delle presenze e delle reti in nazionale ― Irlanda | Cronologia completa delle presenze e delle reti in nazionale ― Irlanda | Cronologia completa delle presenze e delle reti in nazionale ― Irlanda | Cronologia completa delle presenze e delle reti in nazionale ― Irlanda | Cronologia completa delle presenze e delle reti in nazionale ― Irlanda | Cronologia completa delle presenze e delle reti in nazionale ― Irlanda |
| Data                                                                   | Città                                                                  | In casa                                                                | Risultato                                                              | Ospiti                                                                 | Competizione                                                           | Reti                                                                   | Note                                                                   |
| ---------------------------------------------------------------------- | ---------------------------------------------------------------------- | ---------------------------------------------------------------------- | ---------------------------------------------------------------------- | ---------------------------------------------------------------------- | ---------------------------------------------------------------------- | ---------------------------------------------------------------------- | ---------------------------------------------------------------------- |
| 24-5-2011                                                              | Dublino                                                                | Irlanda                                                                | 5 – 0                                                                  | Irlanda del Nord                                                       | Amichevole                                                             | -                                                                      | 72’                                                                    |
| 7-6-2011                                                               | Liegi                                                                  | Italia                                                                 | 0 – 2                                                                  | Irlanda                                                                | Amichevole                                                             | -                                                                      |                                                                        |
| 11-9-2012                                                              | Dublino                                                                | Irlanda                                                                | 4 – 1                                                                  | Oman                                                                   | Amichevole                                                             | -                                                                      | 45’                                                                    |
| 14-11-2012                                                             | Dublino                                                                | Irlanda                                                                | 0 – 1                                                                  | Grecia                                                                 | Amichevole                                                             | -1                                                                     |                                                                        |
| 6-2-2013                                                               | Dublino                                                                | Irlanda                                                                | 2 – 0                                                                  | Polonia                                                                | Amichevole                                                             | -                                                                      |                                                                        |
| 22-3-2013                                                              | Solna                                                                  | Svezia                                                                 | 0 – 0                                                                  | Irlanda                                                                | Qual. Mondiali 2014                                                    | -                                                                      |                                                                        |
| 26-3-2013                                                              | Dublino                                                                | Irlanda                                                                | 2 – 2                                                                  | Austria                                                                | Qual. Mondiali 2014                                                    | -2                                                                     |                                                                        |
| 29-5-2013                                                              | Londra                                                                 | Inghilterra                                                            | 1 – 1                                                                  | Irlanda                                                                | Amichevole                                                             | -1                                                                     |                                                                        |
| 7-6-2013                                                               | Dublino                                                                | Irlanda                                                                | 3 – 0                                                                  | Fær Øer                                                                | Qual. Mondiali 2014                                                    | -                                                                      |                                                                        |
| 11-6-2013                                                              | New York                                                               | Spagna                                                                 | 2 – 0                                                                  | Irlanda                                                                | Amichevole                                                             | -1                                                                     | 74’                                                                    |
| 6-9-2013                                                               | Dublino                                                                | Irlanda                                                                | 1 – 2                                                                  | Svezia                                                                 | Qual. Mondiali 2014                                                    | -2                                                                     |                                                                        |
| 10-9-2013                                                              | Vienna                                                                 | Austria                                                                | 1 – 0                                                                  | Irlanda                                                                | Qual. Mondiali 2014                                                    | -1                                                                     |                                                                        |
| 11-10-2013                                                             | Colonia                                                                | Germania                                                               | 3 – 0                                                                  | Irlanda                                                                | Qual. Mondiali 2014                                                    | -3                                                                     |                                                                        |
| 15-10-2013                                                             | Dublino                                                                | Irlanda                                                                | 3 – 1                                                                  | Kazakistan                                                             | Qual. Mondiali 2014                                                    | -1                                                                     |                                                                        |
| 19-11-2013                                                             | Poznań                                                                 | Polonia                                                                | 0 – 0                                                                  | Irlanda                                                                | Amichevole                                                             | -                                                                      |                                                                        |
| 5-3-2014                                                               | Dublino                                                                | Irlanda                                                                | 1 – 2                                                                  | Serbia                                                                 | Amichevole                                                             | -2                                                                     |                                                                        |
| 31-5-2014                                                              | Londra                                                                 | Italia                                                                 | 0 – 0                                                                  | Irlanda                                                                | Amichevole                                                             | -                                                                      |                                                                        |
| 6-6-2014                                                               | Chester                                                                | Costa Rica                                                             | 1 – 1                                                                  | Irlanda                                                                | Amichevole                                                             | -1                                                                     | 63’                                                                    |
| 10-6-2014                                                              | East Rutherford                                                        | Irlanda                                                                | 1 – 5                                                                  | Portogallo                                                             | Amichevole                                                             | -5                                                                     |                                                                        |
| 7-9-2014                                                               | Tbilisi                                                                | Georgia                                                                | 1 – 2                                                                  | Irlanda                                                                | Qual. Euro 2016                                                        | -1                                                                     |                                                                        |
| 11-10-2014                                                             | Dublino                                                                | Irlanda                                                                | 7 – 0                                                                  | Gibilterra                                                             | Qual. Euro 2016                                                        | -                                                                      |                                                                        |
| 14-10-2014                                                             | Gelsenkirchen                                                          | Germania                                                               | 1 – 1                                                                  | Irlanda                                                                | Qual. Euro 2016                                                        | -1                                                                     |                                                                        |
| 14-11-2014                                                             | Glasgow                                                                | Scozia                                                                 | 1 – 0                                                                  | Irlanda                                                                | Qual. Euro 2016                                                        | -1                                                                     |                                                                        |
| 31-5-2016                                                              | Cork                                                                   | Irlanda                                                                | 1 – 2                                                                  | Bielorussia                                                            | Amichevole                                                             | -                                                                      | 69’                                                                    |
| Totale                                                                 |                                                                        | Presenze                                                               | 24                                                                     |                                                                        | Reti                                                                   | -23                                                                    |                                                                        |

## Palmarès

### Club

#### Competizioni nazionali
- League of Wales: 1

Barry Town: 2001-2002
- Coppa del Galles: 1

Barry Town: 2001-2002
- Football League Two: 1

Portsmouth: 2016-2017